# Ischalea spinipes
Ischalea spinipes är en spindelart som beskrevs av Ludwig Carl Christian Koch 1872. Ischalea spinipes ingår i släktet Ischalea och familjen Stiphidiidae. Inga underarter finns listade i Catalogue of Life.